# 定性市场研究
定性市场研究 是指在市场营销和社会科学中用到的一系列分析工具，从小部分测试中获得数据，没有经过统计分析得到的分析结果。这和定量分析有所区别，因为定量分析用到了统计学方法。

## 主要的定性市场分析工具
- 深度面试
  - 面试是一对一进行，持续30-60分钟
  - 是深度了解消费者个人意见、信仰和价值观的最好手段
  - 信息量大且深入
  - 非常灵活
  - 通过试探可以获得深层数据
  - 没有结构(或仅有松散结构)- 这和统计调查不同，在统计调查中，所有测试者要回答同样的问题
  - 浪费时间、结果很难统计
  - 需要有经验的面试官，面试中可能有偏差
  - 对社会者没有社会压力，没有组群互动
  - 一般以通常问题开始，然后问到目的性更强的问题
  - 阶梯面试 是一种深层的面试，首先从外部物体和外部社会现象开始，然后深入到内部态度和情感
  - 发问隐藏问题 是一种深层面试官经常用到的方法，他们经常深层感受人民的关注
  - 象征分析 是一种深层面试官经常用到的方法，同样用提出反面问题，得到象征性的意义
- 专注小组
  - 由组长领导，进行小组交换意见
  - 没有结构(或结构松散)的讨论，组长鼓励积极发言
  - 一般 8 到 12 名符合要求的成员，或者由消费者组成，可有两名或三名面试官，或者参加者更少（称为迷你小组）
  - 一般持续1-2个小时
  - 一般进行视频记录
  - 可通过流媒体，让远处可监视到面试现场
  - 房间一般配有单向玻璃，面试者不能看到外面，但是面试官可以看到里面
  - 成本不高、速度快
  - 可以使用电脑和网络进行在线面试
  - 受访者感到小组内的压力
  - 小组互动很有用，因为可以激发新的想法，完全阐释问题
  - 参见 专注小组 获得更细致的信息

## 新方法
- 观察和种群研究

定性市场研究的一个主要目的，就是理解基本消费者行为，通过观察研究，进行人类学分析，有经验的面试官可以通过分析群族、文化、社会等因素进行分析，有时候调查分析可持续数年。如今，这些研究已经和前端的神经科学接触，受访者的观察附带脑部活动分析，因为有时候在我们本身不知情的情况下，大脑已经做出了相关反应，从而让研究人员获得受访者本身没有提供的信息。
另外一个方法是经度研究，这是一种在长时间内，反复进行同样的实验，对实验数据进行校正的一种方法。
- 心理研究

定性市场分析有可能有很多假象，但是定性心理研究是一种行之有效的收集消费者行为、态度和决策流程的分析方法。很多定性研究公司均宣称，他们聘用心理学家，根据心理理论的研究成果进行分析。心理学方法正在逐步改变定性市场分析的方法。一个在市场研究中经常使用的心理理论就是单一心理学。

## 定性市场研究的伦理
像很多种其他涉及人类受访者的研究中，定性市场研究需要涉及伦理问题。在商业用途的定性市场分析中，主要的伦理问题是保护受访者的个人隐私。因此，定性市场分析公司受雇进行研究，保护个人隐私。有时候，公司保护受访者的隐私，并承诺所有收集的资料，都将通过人类无法直接鉴定的形式提交给客户。同时，包括客户隐私也是通过客户和研究公司间签订的合同实现的，因此避免其他公司获得数据。很多市场研究公司加入相关的行业协会，这些协会要求符合一定的业内要求。